# 路中一

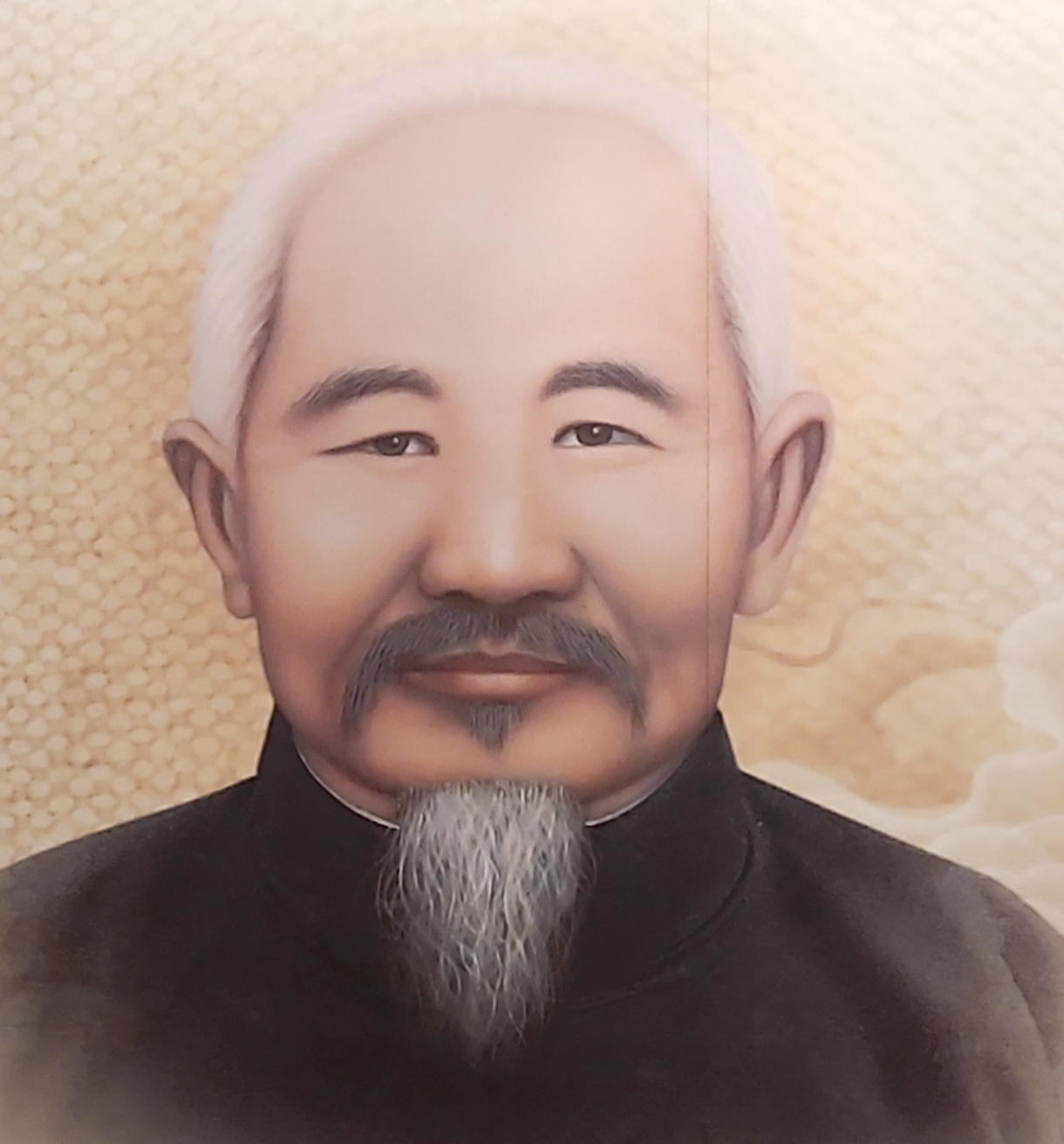
路中一肖像

路中一（1849年5月16日—1925年2月26日），清道光二十九年夏曆四月二十四日（1849年5月16日）出生，生於山東省濟寧。是一貫道的第十七代祖師，他在教内被認為是彌勒菩薩的轉世，道號為通理子，道內尊稱為金公祖師以及彌勒祖師。他是一位文盲，早年喪父，與妹妹路中節過活。

## 生平
- 1870年，22歲時往天津小站投軍，後來升為軍官。
- 1895年，46歲時，辭去官務前往山東青州，拜劉清虛為師修道。
- 1905年（清光緒三十一年），路中一在青州领天命（扶鸞），為一貫道第十七代祖。一貫道道親尊稱他為白陽初祖，相信他就是彌勒菩薩再來或契此布袋和尚的轉世。
- 1918年，路中一將一貫道帶到他的故鄉濟寧，數年之內，路中一渡化了二十五位大弟子，其中有張天然與孫慧明。
- 1925年2月26日（夏曆二月初二），路中一微恙過世，當時有保恩級的八大弟子隨侍在側，計有：郝寶山，褚敬福，梁兆功，趙懷中，陳禮月，鄭振昌，聶錫鈞，張天然等八人。

- 1925年2月26日-1930年，路中一妹妹路中節（道中尊稱老姑奶奶）掌管道務六年。

- 1930年，張天然（濟顛轉世）在濟南奉老母之命（扶鸞），為一貫道的第十八代祖。但是路中一的其它七位大弟子有因緣使然，不承認張天然領有天命。